# Ranter
I Ranters furono una setta al tempo del Commonwealth Inglese (1649-1660) considerati eretici dalla Chiesa stabilita di quel periodo. Sostenevano tesi panenteistiche, affermando che Dio è presente in ogni creatura. Ciò li portò a negare l'autorità della Chiesa, della Scrittura, del ministero corrente e dei servizi. Invitarono invece gli uomini a dare ascolto a Gesù nella loro coscienza. Molti Ranters sembrano aver respinto la credenza dell'immortalità e di un Dio personale, e per molti versi assomigliano ai Fratelli del Libero Spirito nel XIV secolo. Anche se non particolarmente organizzati e privi di leader, il loro membro più famoso fu Laurence Clarkson, o Claxton, che si unì ai Ranters nel 1649. Claxton adottò rapidamente la credenza dei ranter "che un credente è libero da tutti i vincoli tradizionali, che il peccato è un prodotto dell'immaginazione, e che la proprietà privata è sbagliata". Sotto l'influenza dei Ranters, Claxton pubblicò nel 1650 il trattato denominato "Un Occhio solo". Essi sembrano essere stati considerati dal governo del tempo come una vera e propria minaccia per l'ordine sociale. I Ranters furono spesso associati alla nudità, che potrebbero aver usato come un modo di protesta sociale, oltre che espressione religiosa come simbolo di abbandonare i beni terreni. Ranters sono stati accusati di antinomismo, di fanatismo e d'immoralità sessuale, ed erano messi in prigione fino a quando non ritrattavano. 
I Ranters furono in gran parte reclutati tra la gente comune, e vi è abbondanza di prove che il movimento si diffuse in tutta l'Inghilterra.
Verso la metà del XIX secolo, il nome è stato spesso applicato alla primitiva congregazione dei metodisti, con riferimento al loro gregge e alla predicazione spesso troppo presente. Più di recente, lo storico J.C. Davis ha suggerito che i Ranters non esistessero affatto. Secondo Davis, i Ranters furono un mito creato dai conservatori, al fine di sostenere i valori tradizionali. Anche altri storici hanno espresso dubbi: Richard L. Greaves, in una recensione del libro di Davis, suggerisce che anche se esistette una frangia molto radicale, non si è probabilmente mai organizzata come gruppo.